# Eusarcus pusillus
Eusarcus pusillus is een hooiwagen uit de familie Gonyleptidae.